# 바캇푸루
바캇푸루(バカップル)는 バカ(바보)와 カップル(커플)을 합성한 속어이다. 일본에서 10대,20대들이 자주 사용한다. 한국어로 '닭살커플'정도로 번역할 수 있으며, 남의 시선에 전혀 개의치 않고 닭살을 떨거나 보기 민망한 행동들을 서슴없이 하는 커플을 지칭한다.